# ائریا گیمز
ائریا گیمز (انگلیسی: Aeria Games) شرکت بازی ویدئویی آلمانی است، که در سال ۲۰۰۶ تأسیس شد.